# Paschenov zakon
Paschenov zakon pravi, da je prebojna napetost v homogenem električnem polju odvisna od tlaka plina in razdalje med elektrodama.
Imenuje se po nemškem fiziku Friedrichu Paschnu (1865–1947). Odkril ga je v letu 1889.
Paschen je ugotovil, da je napetost pri kateri pride do preboja, enaka:
{\displaystyle V={\frac {a(pd)}{\ln(pd)+b}}\!\,,}
kjer je:
- {\displaystyle V\!\,} – napetost pri kateri pride do preboja
- {\displaystyle p\!\,} – tlak plina, ki se nahaja med elektrodama
- {\displaystyle d\!\,} – razdalja med elektrodama
- {\displaystyle a\!\,} – konstanta, ki je odvisna od sestave plina med elektrodama
- {\displaystyle b\!\,} – konstanta, ki je odvisna od sestave plina med elektrodama

## Zunaje povezave
- Paschenov zakon Arhivirano 2011-10-16 na Wayback Machine. (angleško)
- Napetost preboja in Paschenov zakon (angleško)
- Električni preboj pri nizkih pritiskih (angleško)
- Električna razelektritev (angleško)